# 扎多尔村
扎多尔村（匈牙利語：Zádorfalva）是匈牙利包尔绍德-奥包乌伊-曾普伦州所辖的一个村。总面积13.75平方公里，总人口464，人口密度33.7人/平方公里（2011年1月1日）。